# Cary Fridley
Cary Fridley is een Amerikaanse zangeres, banjospeler en gitarist. Haar stijl is southern folk.     
Op dertienjarige leeftijd begon Cary met zang en het spelen van banjo.
In 1995 sloot Cary zich aan bij de Freight Hoppers, met wie zij vijf jaar lang op tournee ging. Samen met hen werden de albums "Where'd You Come From, Where'd You Go", "Waiting On The Gravy Train" en "Live At The Bearsville Barn" geproduceerd.
Een CD die van Cary is uitgegeven is "Neighbor Girl". Verder maakte zij een instructievideo voor mensen die bergmuziek van de zuidelijke Appalachen willen leren.